# Heinrich Scheidemann

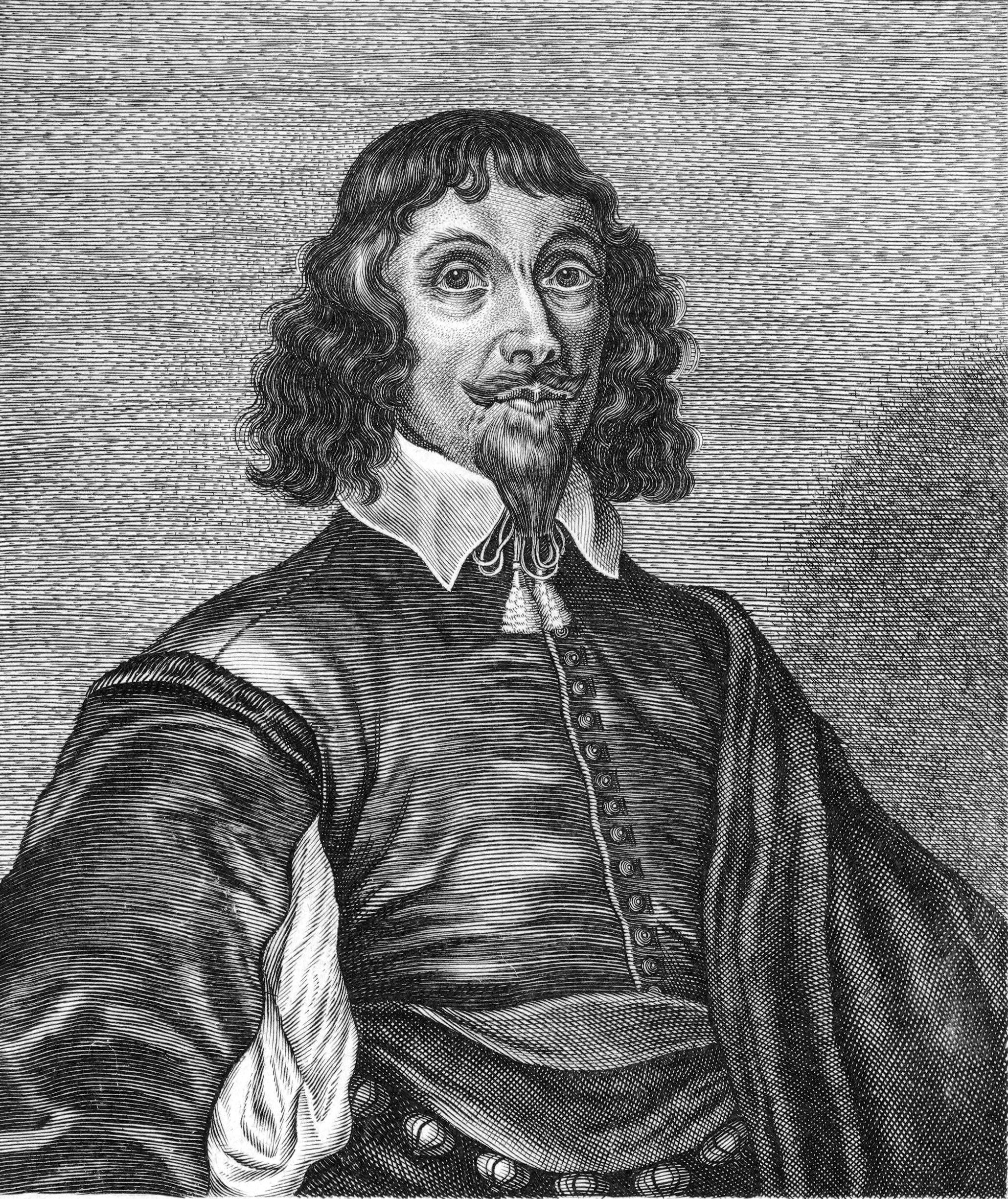
Heinrich Scheidemann

Heinrich Scheidemann, Vorname auch Hinrich (wohl ursprünglich) sowie latinisiert Henricus, (* um 1596 in Wöhrden in Holstein; † 1663 in Hamburg) war ein deutscher Komponist, Organist und Musiklehrer.

## Leben und Werk
Heinrich Scheidemann erhielt ersten Musikunterricht durch seinen Vater David Scheidemann, welcher zunächst Organist in Wöhrden und ab 1604 an der Hamburger Katharinenkirche war. Von 1611 bis 1614 nahm er gemeinsam mit seinem Freund Jacob Praetorius ein dreijähriges Studium bei dem seinerzeit sehr bedeutenden Organisten Jan Pieterszoon Sweelinck in Amsterdam auf, welches ihm durch die Gemeinde der Katharinenkirche finanziert wurde. Hintergrund dieses Stipendiums war der Wunsch aller Hamburger Hauptkirchen, dass ihre zukünftigen Organisten eine Ausbildung bei Sweelinck erhielten.
Im Jahre 1629 trat Heinrich Scheidemann die Nachfolge seines Vaters im Amt des Organisten an der Hamburger Kirche Sankt Katharinen an. Dieses Amt bekleidete er bis zu seinem Tode. Scheidemann erlangte durch sein Wirken und seinen Einfluss auf andere Organisten und Kantoren ein hohes Ansehen im Musikleben Hamburgs und galt als herausragender Orgelmeister. Er prüfte außerdem zahlreiche Orgeln im norddeutschen Raum. Als sein bedeutendster Schüler gilt Johann Adam Reincken, der nach Scheidemanns Tod dessen Nachfolger als Organist an der Kirche Sankt Katharinen wurde.
Heinrich Scheidemann wird als bedeutender Vertreter der Norddeutschen Orgelschule angesehen. Er verband den Stil Sweelincks mit dem der Gründerväter der Norddeutschen Orgelschule (Hieronymus Praetorius, Michael Praetorius, Johann Steffens und andere). Zusammen mit den anderen Sweelinck-Schülern Jacob Praetorius, Samuel Scheidt und Melchior Schildt gehört er zu den bedeutendsten norddeutschen Orgelkomponisten seiner Generation und gilt neben Schildt als innovativster Schüler Sweelincks. Sein überliefertes Werk umfasst hauptsächlich Praeambula, Magnificat- und Choralbearbeitungen, Motettenkolorierungen und Tanzsätze.
Scheidemanns Choralbearbeitungen prägen vier Typen aus: den Orgelchoral mit planem cantus firmus, in dem der Choral (cantus firmus) unverziert in langen Notenwerten gegen eine oder mehrere raschere Gegenstimmen gesetzt ist, den Orgelchoral mit koloriertem cantus firmus, stets vierstimmig mit dem verzierten Choral auf einem eigenen Manual zu spielen, das Choralricercar, ebenfalls nur vierstimmig, wobei die gleichberechtigten Stimmen in jedem Abschnitt eine Choralzeile fugiert durchführen, und die Choralfantasie als größte und freieste Gattung, in der jede Choralzeile verschiedene Verarbeitungen erfährt. In der freien Gattung der Vorspiele finden sich fugierte Mittelteile, deren Ausdehnung den Schlussteil deutlich übertrifft, sodass von einem Vorläufer der Form Präludium und Fuge gesprochen werden kann.

## Werke (Auswahl)
Orgelwerke
- Magnificat I. Toni (4 Verse)
- Magnificat II. Toni (4 Verse)
- Magnificat III. Toni (4 Verse)
- Magnificat IV. Toni (4 Verse)
- Magnificat V. Toni (4 Verse)
- Magnificat VI. Toni (4 Verse)
- Magnificat VII. Toni (4 Verse)
- Magnificat VIII. Toni (4 Verse)
- Magnificat VIII. Toni (1 Vers)

- Praeambulum in C
- Praeambulum in G-Dur
- Praeambulum in d-Moll
- Fuge in d-Moll
- Verbum caro factum est
- Dixit Maria ad Angelum
- Benedicam Dominum in omni tempore
- Surrexit pastor bonus
- Te Deum laudamus
- Canzon in G

## Eponyme
2014 wurde der Asteroid (31032) Scheidemann nach ihm benannt.